# 솔나시
솔나시(스웨덴어: Solna kommun)는 스웨덴 중동부 스톡홀름주에 위치한 지방 자치체로 면적은 21.11km2(육지 면적: 19.37km2, 수면적: 2.41km2), 인구는 67,115명(2010년 6월 30일 기준), 인구 밀도는 3,370.6명/km2이다. 스웨덴의 수도인 스톡홀름 북쪽에 위치한다.

## 사진

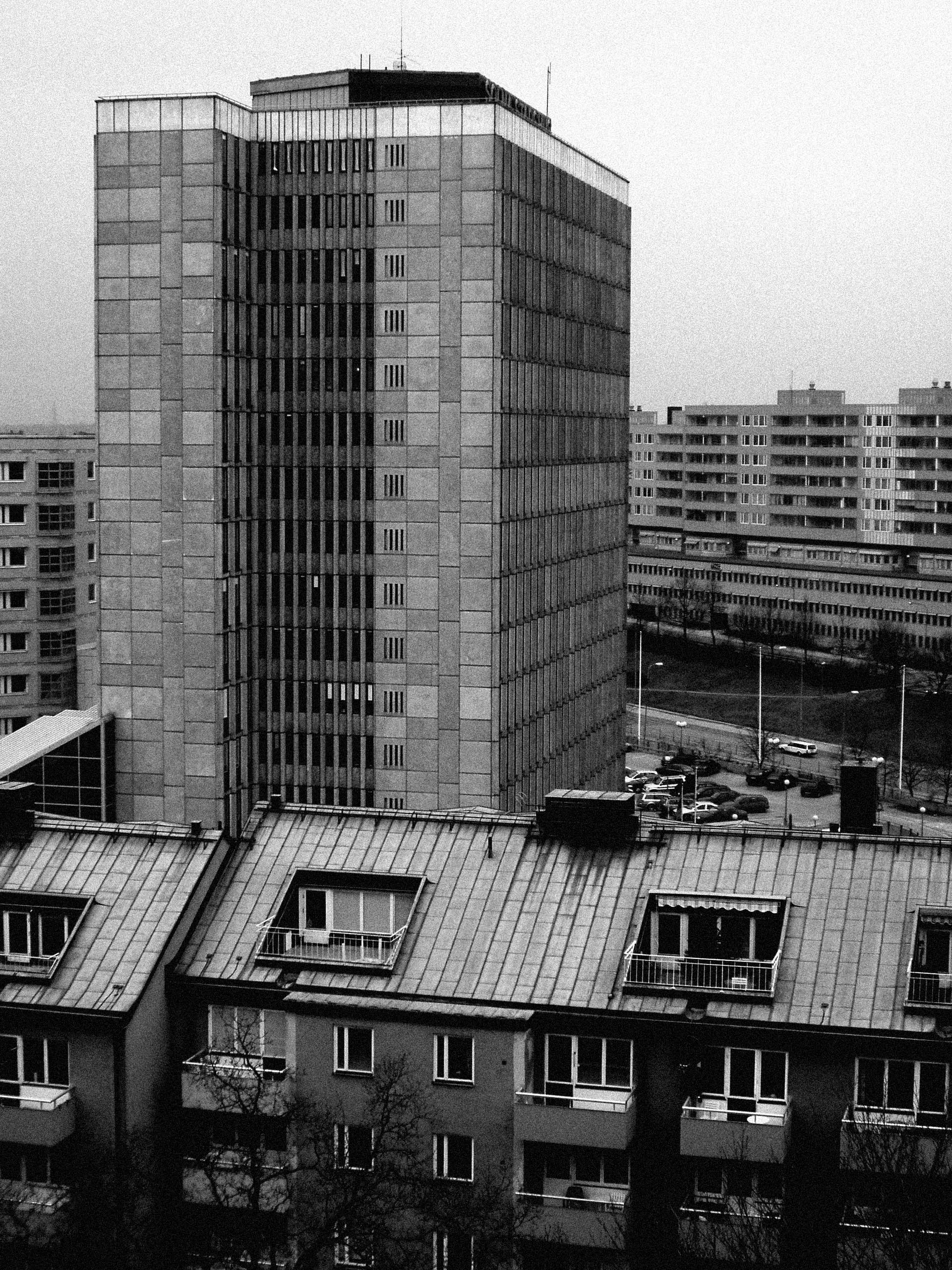
솔나 시청
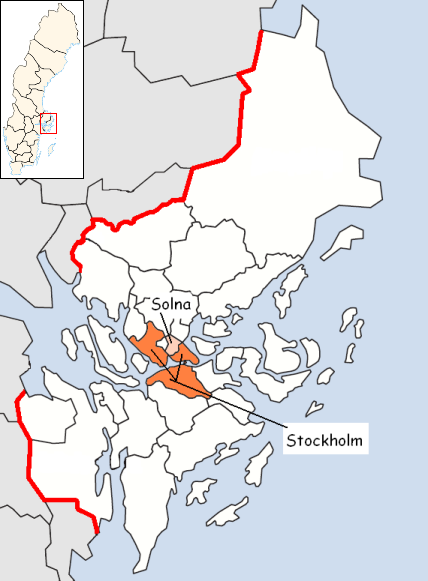
스톡홀름 주에 표시된 솔나 시의 위치

## 자매 도시
- 덴마크 글라드삭세시
- 노르웨이 시
- 핀란드 피르칼라
- 라트비아 발미에라
- 그리스 칼라마리아
- 미국 버뱅크

## 같이 보기
- 분류:솔나 시 출신
- 1958년 FIFA 월드컵